# Оленівське (Богодухівський район)
Оленівське — село в Україні, у Краснокутській селищній громаді Богодухівського району Харківської області. Населення становить 215 осіб. До 2020 орган місцевого самоврядування — Мурафська сільська рада.

## Географія
Селище Оленівське знаходиться на відстані 2 км від річки Мерчик (лівий берег), примикає до села Мурафа, по селищу протікає пересихаючий струмок. До селища примикає великий лісовий масив (дуб). Через селище проходить автомобільна дорога Т 2106.

## Історія
12 червня 2020 року, розпорядженням Кабінету Міністрів України № 725-р «Про визначення адміністративних центрів та затвердження територій територіальних громад Харківської області», увійшло до складу Краснокутської селищної громади.
19 липня 2020 року, в результаті адміністративно-територіальної реформи та ліквідації Краснокутського району, селище увійшло до складу Богодухівського району.